# Giancarlo Antognoni
Giancarlo Antognoni (født 1. april 1954 i Marsciano, Italien) er en italiensk tidligere fodboldspiller (offensiv midtbane), og verdensmester med Italien ved VM 1982.

## Klubkarriere
På klubplan tilbragte Antognoni størstedelen af sin karriere hos Firenze-storklubben Fiorentina. Han spillede hele 15 sæsoner for klubben, som han var med til at sikre en Coppa Italia-titel i 1975. Han stoppede sin karriere i 1989 efter et ophold hos schweiziske FC Lausanne-Sport.

## Landshold
For Italiens landshold spillede Antognoni hele 73 kampe hvori han scorede syv mål. Hans første landskamp var en EM-kvalifikationskamp på udebane mod Holland 20. november 1974. I de følgende år repræsenterede han Italien ved både VM 1978 i Argentina og EM 1980 på hjemmebane.
I 1982 blev Antognoni verdensmester med landsholdet ved VM i Spanien. Han spillede seks ud af italienernes syv kampe i turneringen, kun finalesejren over Vesttyskland var han ikke med i. VM-triumfen blev hans sidste slutrunde med landsholdet.

## Titler
Coppa Italia
- 1975 med Fiorentina

VM
- 1982 med Italien